# بخش هاپاراندا
بخش هاپاراندا (به سوئدی: Haparanda kommun) یک ناحیه شهرداری در سوئد است که در شهرستان نوربوتن واقع شده‌است.

## خواهرخوانده
شهرهای هامرفست، Ikast و کوودور خواهرخوانده‌های بخش هاپاراندا هستند.